# Соломія-повитуха

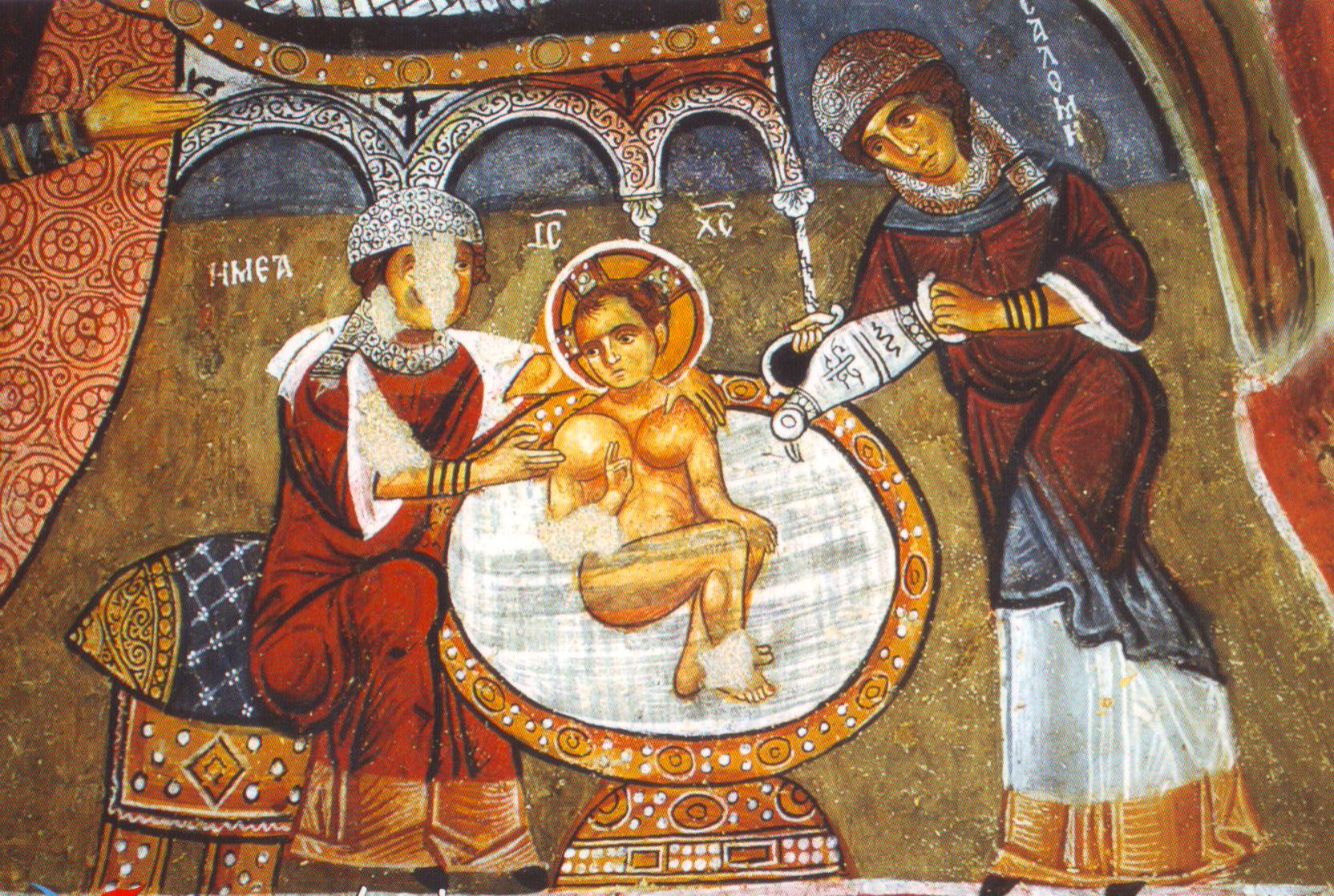
Саломія (праворуч) і бабка-повитуха «Емея» (ліворуч), що купають немовля Ісуса, є поширеною фігурою на православних іконах Різдва Ісуса; тут на фресці 12-го століття з Каппадокії.

Саломія з'являється в апокрифічному Євангелії, відомому як Євангеліє від Якова, як спільниця неназваної акушерки на Різдво Ісуса, і регулярно зображується з акушеркою на східно-православних іконах Різдва Ісуса, хоча вона давно зникла з більшості західних. зображення. Саму Саломію чітко відрізняють від «акушерки» в цьому євангелії для дитинства, яке приписується Якову Справедливому, також відомому як Протевангеліон Якова. Уривок у розділах XIX і XX у виданні та перекладі М. Р. Джеймса читає:
"(Гл. XIX, 3) І вийшла акушерка з печери, і Саломея зустріла її. І вона сказала їй: Саломе, Саломе, я маю тобі розповісти новий вид. Діва народила, чого не допускає її природа. І сказала Саломея: Живий Господь, Бог мій, якщо я не випробую і не доведу її природу, я не повірю, що діва народила.
(XX. 1) І ввійшла повитуха й сказала Марії: Упорядкуйся, бо нема малої суперечки щодо тебе. І Саломея випробувала і закричала, і сказала: Горе моїм беззаконням і моєму невірству, бо я спокушав Бога живого, і ось рука моя відпадає від мене в огні. І вона схилила коліна перед Господом, кажучи: Боже моїх батьків, пам’ятай, що я сім’я Авраама, Ісаака та Якова; Ти знаєш, Господи, що в Твоє ім’я я вилікував свої, і отримав від Тебе плату. 3 І ось ангел Господній з’явився, говорячи до неї: Саломе, Саломе, Господь вислухав тебе: піднеси свою руку до дитини і підійми її, і буде тобі спасіння і радість. 4 І підійшла Саломея, і підняла його, кажучи: Я поклонюся йому, бо в Ізраїлю народився великий цар. І ось зараз Саломея одужала, і вийшла з печери оправдана. І ось голос, що промовляє: Саломе, Саломе, не розповідай жодного з чудес, які ти бачила, доки дитина не ввійде в Єрусалим."
Дж. Р. Портер пише, що наведений вище уривок є «очевидно адаптацією епізоду Сумнівного Томаса». У різних текстах є також інші версії історії. Грецькі картини, як на ілюстрації, часто позначали акушерку як «Емею» (ΗΜΕΑ, ἡ μαῖα, «акушерка»), а на Заході іноді вважалося, що це її ім’я, а не робота. Те, що Саломея перша після повитухи засвідчила народження і визнала Ісуса Христа, — це обставини, які пов’язують її з ученицею Саломією. До високого середньовіччя цю Саломею часто ототожнювали з Марією Саломією на Заході, і тому її вважали віруючою акушеркою.